# Picumnins
Els picumnins (Picumninae) són una subfamília de distintius i petits pícids (Picidae) que habiten principalment en zones tropicals d'Amèrica del Sud, a més de tres espècies asiàtiques i una africana.
Semblants als típics picots de la subfamília dels picins, tenen el cap gran, llargues llengües que utilitzen per extreure les seves preses i peus zigodàctils. No obstant això, no tenen les plomes rígides de la cua que els picins fan servir per a enfilar-se als arbres.
Els seus becs són més curts que els dels picots típics, ja que els fan servir per a buscar larves i insectes principalment en la fusta podrida. Per la mateixa raó reutilitzen forats als arbres en lloc de fer els seus propis. Els ous són blancs.
Generalment, aquestes aus tenen parts superiors de color gris verdós i les inferiors fosques amb franges blanques.

## Llistat d'espècies
S'han descrit tres gèneres amb 31 espècies dins aquesta subfamília:
- Gènere Picumnus, amb 27 espècies.
- Gènere Sasia, amb tres espècies.
- Gènere Nesoctites, amb una espècie: picotet de la Hispaniola (Nesoctites micromegas).

Picumnus innominatus, única espècie no americana del seu gènere, és de vegades inclosa al gènere monotípic Vivia.
Sasia africana, única espècie africana del seu gènere, és de vegades inclosa al gènere monotípic Verreauxia.
Nesoctites micromegas és de vegades inclosa a la subfamília monotípica Nesoctitinae.